# Instituut voor Religieuze Werken

Logo IOR

Het Instituut voor Religieuze Werken (officiële naam: Istituto per le Opere di Religione (IOR), vaak naar verwezen met de naam Vaticaanse Bank) is bedoeld voor alle financiële zaken die het Vaticaan aangaan. Behalve dat de bank garant staat voor projecten van de zittende paus, doet zij dat ook voor eventuele projecten van lokale rooms-katholieke kerken en organisaties.

## Leiding
De bank werd sinds 2009 geleid door de Italiaanse econoom Ettore Gotti Tedeschi. Hij volgde Angelo Caloia op. De IOR, waartegen al 4 jaar juridische onderzoeken lopen, zat sinds 24 mei 2012 zonder voorzitter. Toen werd Ettore Gotti Tedeschi weggestuurd. Hij probeerde tevergeefs de bank transparanter te maken, zodat het IOR zou voldoen aan de internationale normen tegen witwaspraktijken. Van 25 mei 2012 tot 15 februari 2013 fungeerde de Duitse bankier Ronaldo Schmitz als interim-bestuurder. Paus Benedictus XVI benoemde als een van zijn laatste beleidsdaden de Duitse jurist Ernst von Freyberg m.i.v. 15 februari 2013 tot voorzitter van het Instituut en daarbij lid van de Orde van Malta. Nadat hij orde op zaken had gesteld, werd Von Freyberg op 9 juli 2014 op zijn beurt opgevolgd door de Fransman Jean-Baptiste de Franssu.

## Aantijgingen
Volgens verschillende auteurs heeft de Vaticaanse bank een rol gespeeld in de financiering van de zogenaamde rattenlijnen, de ontsnappingsroutes voor Duitse nazi's en Italiaanse fascisten naar onder meer Noord-Amerika, Zuid-Amerika en andere delen van de wereld. Uit documenten in Amerikaanse en Duitse archieven blijkt, dat de nazi's goud van de Reichsbank naar de Vaticaanse Bank overbrachten. Deze bank sluisde dit door naar banken in Zwitserland, waar het later door nazi's werd gebruikt om te ontsnappen.
Ook vermogen van de Kroatische Ustasa-regering volgde deze weg, aldus auteurs onder wie William Gowen, een voormalige speciale agent van het Amerikaanse leger. Het gaat hier om oorlogsbuit, kunst, goud, zilver en juwelen afkomstig van de slachtoffers van het regime, en de opbrengsten van slavenarbeid. Volgens Gowen heeft de Kroatische ambassadeur voor het Vaticaan, mgr. Krunoslav Draganovic hem verteld, dat hij in 1946 zo'n tien vrachtwagenladingen ontving in San Girolamo in Rome. Draganovic was de organisator van deze operatie. Hij rapporteerde indertijd direct aan Giovanni Battista Montini, de latere paus Paulus VI. Volgens hem was de uiteindelijke bestemming de Vaticaanse Bank. Dit werd later gebruikt voor de ontsnapping van Ustasa-leiders.

## Banco Ambrosiano
Het Instituut voor Religieuze Werken werd vanaf 1971 geleid door de Amerikaanse aartsbisschop Paul Marcinkus (1922-2006) die in 1989 zijn ambt moest neerleggen wegens een financieel schandaal dat zich bij de bank had voorgedaan. De bank had een groot aandeel in de Italiaanse bank Banco Ambrosiano, die gelden van de Rooms-katholieke kerk en van de maffia belegde in Zuid-Amerika. Nadat de Banco Ambrosiano in 1982 failliet ging betaalde het Instituut voor Religieuze Werken 250 miljoen dollar aan schuldeisers.

## Rechtszaak
In 1999 daagden (familieleden van) slachtoffers in Kroatië en enkele organisaties onder meer de Vaticaanse Bank, de Franciscaanse Orde en de Nationale Bank van Zwitserland (Schweizerische Nationalbank) voor de rechtbank om teruggave van het vermogen te eisen. De Vaticaanse Bank en de Franciscaanse Orde hebben de beschuldigingen ontkend en hebben geprobeerd de rechtsgang te vertragen. De zaak loopt nog steeds.

## Wanpraktijken
In 2009 kwam de bank in opspraak door een artikel in het Italiaanse blad Panorama over witwaspraktijken, die onderzocht worden door de Italiaanse politie. Op 21 september 2010 legde het Italiaans Openbaar Ministerie beslag op 23 miljoen euro van het Instituut voor Religieuze Werken en begon een onderzoek naar witwaspraktijken door de Vaticaanse bank.
In 2011-2012 kwam de bank in het nieuws naar aanleiding van het Vatileaks-schandaal.

## Reorganisatie
Op 24 juni 2013 besloot paus Franciscus tot de instelling van een pauselijke onderzoekscommissie met als opdracht te rapporteren over een reorganisatie van het Instituut voor Religieuze Werken. Kardinaal Raffaele Farina werd benoemd tot voorzitter van deze commissie.
Begin oktober 2013 werd het eerste jaarverslag ooit van de bank publiek gemaakt.
Op 8 augustus 2019 ondertekende de paus een zg. chirograaf, waarmee hij voor twee jaar ("ad experimentum") maatregelen goedkeurde die het instituut reorganiseren in lijn met internationale wetten en regelgeving en die al door de Raad van Kardinalen was goedgekeurd. Nieuw is dat er een externe auditor komt (een persoon of bedrijf), die dit controleren drie termijnen mag doen. Dit was overigens al recente praktijk en wordt nu dus statutair vastgelegd. Interne auditoren komen daarmee te vervallen. De Commissie van Kardinalen wordt nog maar bemand door vijf kardinalen, die elk één termijn krijgen van vijf jaar. Zij kiest "de prelaat" die één mandaat krijgt van vijf jaar. De Raad van Toezicht zal bestaan uit zeven competente katholieke leken, die elk één termijn van vijf jaar deel mogen nemen aan de raad. Ten slotte komt er een "exclusiviteitsverplichting" voor elk personeelslid van het instituut, die belangenverstrengeling moet voorkomen.
Er zijn dus 4 interne bestuursorganen:
- de commissie van kardinalen, deze kiest
- de prelaat (op dit moment (2019) Mgr. Giovan Battista Ricca ad interim)
- de raad van toezicht
- de raad van bestuur